# كارين كوش
كارين كوش (بالإنجليزية: Karen Koch)‏ هي لاعبة هوكي الجليد أمريكية، ولدت في 3 أكتوبر 1951 في مونرو في الولايات المتحدة.